# CR178 (Luxemburg)
De CR178 (Chemin Repris 178) is een verkeersroute in Luxemburg tussen de Franse grens tussen het Franse Rédange en het Luxemburgse Belvaux en Luxemburg-stad (N4). De route heeft een lengte van ongeveer 22 kilometer.

## Routeverloop
De CR178 begint op de Franse grens van Rédange/Belvaux in het verlengde van de Franse D16b. De route gaat naar het noorden en komt na ruim twee kilometer uit de op N31. Hierna volgt de route voor ongeveer 450 meter de N31 mee naar het zuiden. Hierbij wordt onderweg de spoorlijn Esch-sur-Alzette - Pétange overgestoken. Nadat de CR178 de N31 weer verlaten heeft gaat de route verder naar het noorden naar de plaats Soleuvre. Na ongeveer 6 kilometer nadat de route begonnen is, enkele honderd meters na de kruising met de CR110 en op het einde van Soleuvre, verlaat de route het bebouwde gebied. De eerste 6 kilometer ligt volledig tussen de gebouwen en huizen in. 
De route vervolgt zijn weg verder richting het noordoosten tussen de open velden en relatief vlakke weggedeeltes met enkele heuvels naar de plaatsen Limpach, Reckange-sur-Mess, Roedgen, Schlewenhof en vervolgens Luxemburg-stad. Ten westen van Luxemburg komt de route langs de spoorlijn Luxemburg - Pétange te liggen en samen steken ze vervolgens met twee viaducten de snelwegen A6-E25-E44 en A4 over. Hierna buigt de route weer van de spoorlijn af en gaat nog even tussen de open velden verder voordat het de Luxemburgse wijk Cessange bereikt. Na de aansluiting met de CR179 gaat de CR178 even naar het noorden en nadat het onder de spoorlijnen Luxemburg - Pétange en Luxemburg - Kleinbettingen door gegaan is, sluit het in de Luxemburgse wijk Hollerich aan op N4.

## Veranderingen
In 1995 hebben enkele veranderingen plaats gevonden in de route. Bij Luxemburg-stad liep de route oorspronkelijk in een rechte lijn op de plek waar nu het verkeersknooppunt Cessange ligt. De lus langs de spoorlijn heeft met de algemene veranderingen van de wegen in 1995 het wegnummer CR178 gekregen. Daarnaast hebben in 1995 enkele kleine veranderingen plaats gevonden in de plaatsen Reckange-sur-Mess en Soleuvre.

## Plaatsen langs de CR178
- Belvaux
- Soleuvre
- Limpach
- Reckange-sur-Mess
- Roedgen
- Schlewenhof
- Luxemburg-stad
  - Cessange
  - Hollerich

## CR178a
De CR178a is een voormalige aftakkingsweg in Belvaux. De route van ongeveer 700 meter ging via de Rue de la Gare en Rue Jean Anen via treinstation Belvaux-Soleuvre De route werd in 1995 opgeheven.

## CR178b
De CR178b is een voormalig wegnummer in Belvaux. Oorspronkelijk kruiste de N31 bij de rotonde de spoorlijn Esch-sur-Alzette - Pétange en ging via Rue de la Gare naar zijn huidige route. Doordat er een nieuwe brug over de spoorlijn was aangelegd kreeg deze het wegnummer N31, het vervallen stuk weg kreeg het wegnummer CR178b. Doordat echter de kruising van het spoor bij de rotonde niet meer toegankelijk werd voor het verkeer is het wegnummer CR178b omgenummerd naar CR178. Hierdoor maakt de CR178 een U-bocht over het spoor. De CR178b had een lengte van ongeveer 350 meter.
CR101 ·
CR102 ·
CR103 ·
CR104 ·
CR105 ·
CR106 ·
CR107 ·
CR108 ·
CR109 ·
CR110 ·
CR111 ·
CR112 ·
CR113 ·
CR114 ·
CR115 ·
CR116 ·
CR117 ·
CR118 ·
CR119 ·
CR120 ·
CR121 ·
CR122 ·
CR123 ·
CR124 ·
CR125 ·
CR126 ·
CR127 ·
CR128 ·
CR129 ·
CR130 ·
CR131 ·
CR132 ·
CR133 ·
CR134 ·
CR135 ·
CR136 ·
CR137 ·
CR138 ·
CR139 ·
CR140 ·
CR141 ·
CR142 ·
CR143 ·
CR144 ·
CR145 ·
CR146 ·
CR147 ·
CR148 ·
CR149 ·
CR150 ·
CR151 ·
CR152 ·
CR153 ·
CR154 ·
CR155 ·
CR156 ·
CR157 ·
CR158 ·
CR159 ·
CR160 ·
CR161 ·
CR162 ·
CR163 ·
CR164 ·
CR165 ·
CR166 ·
CR167 ·
CR168 ·
CR169 ·
CR170 ·
CR171 ·
CR172 ·
CR173 ·
CR174 ·
CR175 ·
CR176 ·
CR177 ·
CR178 ·
CR179 ·
CR180 ·
CR181 ·
CR182 ·
CR183 ·
CR184 ·
CR185 ·
CR186 ·
CR187 ·
CR188 ·
CR189 ·
CR190
CR200 ·
CR201 ·
CR202 ·
CR203 ·
CR204 ·
CR205 ·
CR206 ·
CR207 ·
CR208 ·
CR210 ·
CR211 ·
CR212 ·
CR213 ·
CR215 ·
CR216 ·
CR217 ·
CR218 ·
CR219 ·
CR220 ·
CR221 ·
CR222 ·
CR223 ·
CR224 ·
CR225 ·
CR226 ·
CR227 ·
CR228 ·
CR229 ·
CR230 ·
CR231 ·
CR232 ·
CR233 ·
CR234
CR301 ·
CR302 ·
CR303 ·
CR304 ·
CR305 ·
CR306 ·
CR307 ·
CR308 ·
CR309 ·
CR310 ·
CR311 ·
CR312 ·
CR313 ·
CR314 ·
CR315 ·
CR316 ·
CR317 ·
CR318 ·
CR319 ·
CR320 ·
CR321 ·
CR322 ·
CR323 ·
CR324 ·
CR325 ·
CR326 ·
CR327 ·
CR328 ·
CR329 ·
CR330 ·
CR331 ·
CR332 ·
CR333 ·
CR334 ·
CR335 ·
CR336 ·
CR337 ·
CR338 ·
CR339 ·
CR340 ·
CR341 ·
CR342 ·
CR343 ·
CR344 ·
CR345 ·
CR346 ·
CR347 ·
CR348 ·
CR349 ·
CR350 ·
CR351 ·
CR352 ·
CR353 ·
CR354 ·
CR355 ·
CR356 ·
CR357 ·
CR358 ·
CR359 ·
CR360 ·
CR361 ·
CR362 ·
CR364 ·
CR365 ·
CR366 ·
CR367 ·
CR368 ·
CR369 ·
CR370 ·
CR371 ·
CR372 ·
CR373 ·
CR374 ·
CR375 ·
CR376 ·
CR377 ·
CR378 ·
CR379
Routes die cursief vermeld staan, zijn voormalige routes.